# Robert Gordon (diplomático)
Robert Gordon GCB GCH PC (1791–8 de octubre de 1847) fue un diplomático británico, hijo menor de George Gordon, lord Haddo (hijo mayor del tercer conde de Aberdeen) y hermano de George Hamilton Gordon, cuarto conde de Aberdeen.
Se educó en el St John College de la Universidad de Cambridge.
De 1826 a 1828, fue enviado extraordinario del Reino Unido a Brasil, de 1828 a 1831 al Imperio otomano y de 1841 a 1847 a Austria. En 1830, adquirió un contrato de arrendamiento a largo plazo del castillo de Balmoral hasta su muerte en 1847 (se ahogó con una espina de pescado). El príncipe Alberto de Sajonia-Coburgo-Gotha compró el castillo un año más tarde, como regalo para su esposa, la reina Victoria.